# Automolis flavivena
Automolis flavivena är en fjärilsart som beskrevs av George Francis Hampson 1900. Automolis flavivena ingår i släktet Automolis och familjen björnspinnare. Inga underarter finns listade i Catalogue of Life.